# Cyrtodactylus fraenatus
Espèce
Synonymes
- Cyrtodactylus ramboda Batuwita & Bahir, 2005

Cyrtodactylus fraenatus est une espèce de geckos de la famille des Gekkonidae.

## Répartition
Cette espèce est endémique du Sri Lanka.

## Publication originale
- Günther, 1864 : The reptiles of British India. London, Taylor & Francis, p. 1-452 (texte intégral).